# Remo Capitani

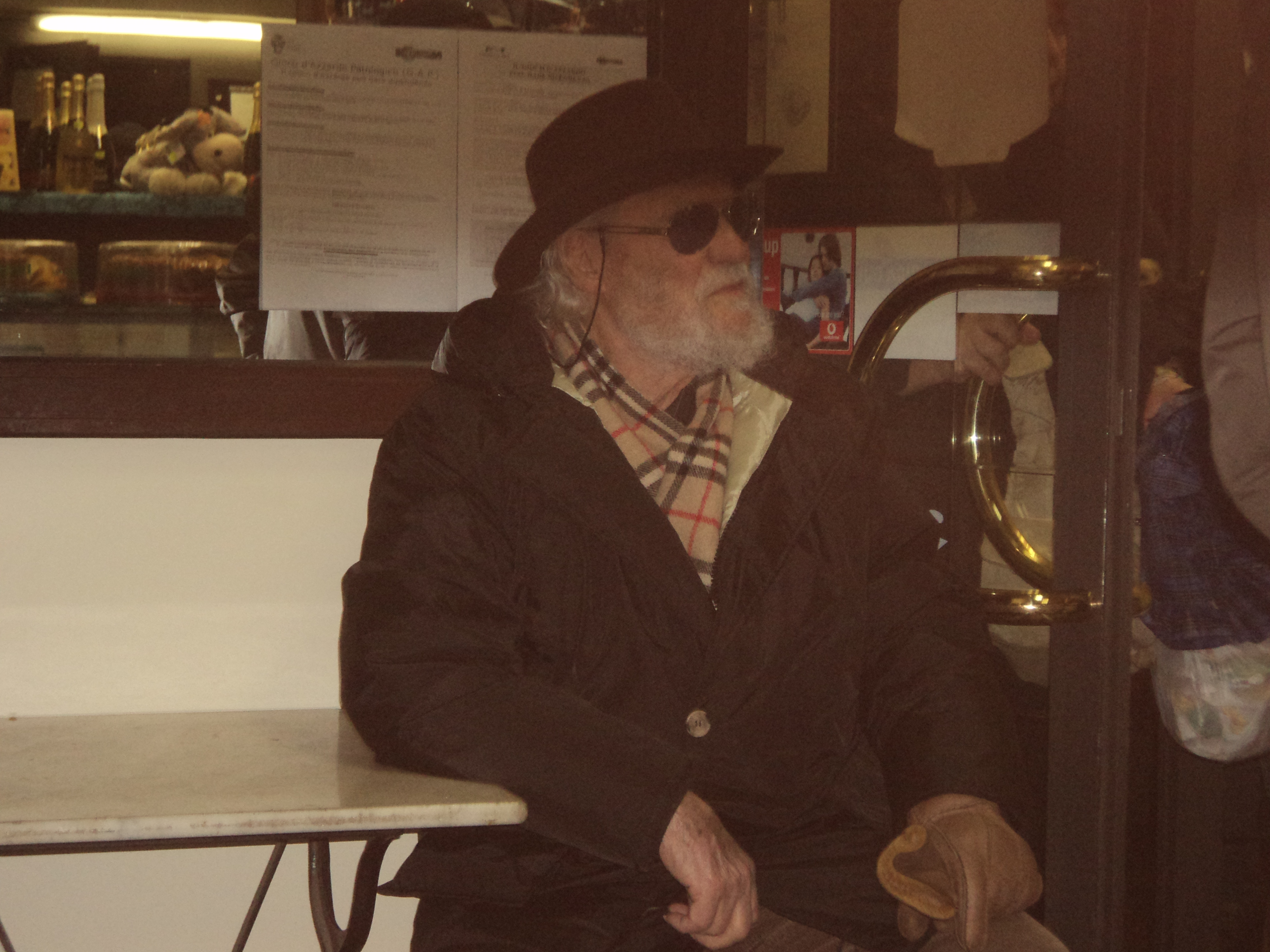
Remo Capitani (2013)

Remo Capitani, Pseudonym Ray O’Connor (* 19. Dezember 1927 in Rom; † 14. Februar 2014 ebenda) war ein italienischer Schauspieler.

## Karriere
Capitani begann nach Tätigkeiten u. a. als Mechaniker seine Arbeit beim Film in den späten 1950er Jahren als Stuntman für zahlreiche in der Cinecittà gedrehte Werke, wurde jedoch auch in vielen Filmen als Darsteller eingesetzt. Dank seiner Fähigkeiten konnte der kräftige, oftmals vollbärtige Capitani zwischen 1966 und 1986 in etwa 45 Filmen in manchmal komischen, manchmal bösartigen, meist mexikanisch typisierten Rollen reüssieren, wobei er meist in Italowestern – wie in seiner wohl bekanntesten Rolle als Mezcal in Die rechte und die linke Hand des Teufels – und später in einigen decameronesken Filmen eingesetzt wurde. Häufig wurde er unter dem Pseudonym Ray O’Connor gelistet.
Im neuen Jahrtausend spielte er kleine Rollen in zwei Hollywood-Produktionen, die in Rom gedreht wurden.

## Filmografie (Auswahl)
- 1966: Für eine Handvoll Blei (Uccidi o muori)
- 1967: Gott vergibt – Django nie! (Dio perdona… io no!)
- 1968: Einladung zum Totentanz (…E venne il tempo di uccidere)
- 1968: Mein Leben für die Rache (Sapevano solo uccidere)
- 1968: Rache für Rache (Vendetta per vendetta)
- 1968: Sartana – Bete um Deinen Tod (…Se incontri Sartana prega per la tua morte)
- 1968: Vier für ein Ave Maria (I quattro dell’ Ave Maria)
- 1970: Die Bestie (La belva)
- 1970: Die rechte und die linke Hand des Teufels (Lo chiamavano Trinità)
- 1970: Ein Zirkus und ein Halleluja (I vendicatori dell’ Ave Maria)
- 1971: Bratpfanne Kaliber 38 (…e alla fine lo chiamarono Jerusalem l’implacabile)
- 1971: Ein Fressen für Django (W Django!)
- 1971: Kopfgeld für Chako (Bastardo… vamos a matar!)
- 1972: Bada alla tua pelle Spirito Santo!
- 1972: Ben und Charlie (Amico, stammi lontano almeno un palmo)
- 1972: Drei Vaterunser für vier Halunken (Il grande duello)
- 1972: Spirito Santo e le 5 magnifiche canaglie
- 1973: Little Kid und seine kesse Bande (Kid il monello del West)
- 1974: Apachen kennen keine Furcht (Abbasso tutti, viva noi)
- 1975: Vier Fäuste und ein heißer Ofen (Carambola filotto… tutti in buca)
- 1986: Delitti
- 2002: Gangs of New York
- 2004: Die Passion Christi (The Passion of the Christ)